# Discographie de Zedd
La discographie de Zedd, un disc jockey et compositeur allemand d'origine russe, comporte notamment deux albums studio, Clarity et True Colors.

## Albums

### Albums studio
| Titre                                                                       | Détails                                                                           | Meilleure position | Meilleure position | Meilleure position | Meilleure position | Meilleure position | Meilleure position | Meilleure position | Meilleure position |
| Titre                                                                       | Détails                                                                           | ALL                | AUS                | É-U                | É-U Dance          | JPN                | R-U                | R-U Dance          | SUE                |
| --------------------------------------------------------------------------- | --------------------------------------------------------------------------------- | ------------------ | ------------------ | ------------------ | ------------------ | ------------------ | ------------------ | ------------------ | ------------------ |
| Clarity                                                                     | - Sortie : 5 octobre 2012 - Label : Interscope - Formats : CD, LP, téléchargement | —                  | —                  | 32                 | 2                  | 77                 | 104                | 8                  | 30                 |
| True Colors                                                                 | - Sortie : 18 mai 2015 - Label: Interscope - Formats : CD, LP, téléchargement     | 50                 | 19                 | 4                  | 1                  | 13                 | 42                 | 4                  | 14                 |
| « — » signifie que l'album n'est pas classé ou n'est pas sorti dans ce pays |                                                                                   |                    |                    |                    |                    |                    |                    |                    |                    |

### Albums de compilation
| Titre  | Détails | Meilleure position |
| Titre  | Détails | JPN                |
| ------ | --- | ------------------ |
| Stay + | - Sortie : 27 décembre 2017 (Japon seulement) - Label : Universal Music Japan - Formats : CD, téléchargement | 23                 |

## EP
| Année | Nom                       | Sortie           | Label              |
| ----- | ------------------------- | ---------------- | ------------------ |
| 2011  | The Anthem (Remixes)      | 25 février 2011  | Big Fish           |
| 2011  | Autonomy                  | 28 mars 2011     | Bugeyed Records    |
| 2011  | Shave It - The Aftershave | 8 novembre 2011  | OWSLA              |
| 2012  | Stars Come Out (Remixes)  | 3 février 2012   | Dim Mak Records    |
| 2012  | Spectrum EP               | 31 juillet 2012  | Interscope Records |
| 2013  | iTunes Session            | 19 novembre 2013 | Interscope Records |

## Singles

### Artiste principal
| Nom                                                                           | Année | Meilleure position | Meilleure position | Meilleure position | Meilleure position | Meilleure position | Meilleure position | Meilleure position | Meilleure position | Meilleure position | Meilleure position | Meilleure position | Meilleure position | Certifications                                                                                        | Album                        |
| Nom                                                                           | Année | ALL                | AUS                | AUT                | BEL (FL)           | BEL (WAL)          | CAN                | É-U                | FRA                | IRL                | P-B                | R-U                | SUI                | Certifications                                                                                        | Album                        |
| ----------------------------------------------------------------------------- | ----- | ------------------ | ------------------ | ------------------ | ------------------ | ------------------ | ------------------ | ------------------ | ------------------ | ------------------ | ------------------ | ------------------ | ------------------ | --- | ---------------------------- |
| The Anthem                                                                    | 2010  | —                  | —                  | —                  | —                  | —                  | —                  | —                  | —                  | —                  | —                  | —                  | —                  | |                              |
| Autonomy                                                                      | 2011  | —                  | —                  | —                  | —                  | —                  | —                  | —                  | —                  | —                  | —                  | —                  | —                  | |                              |
| The Legend of Zelda                                                           | 2011  | —                  | —                  | —                  | —                  | —                  | —                  | —                  | —                  | —                  | —                  | —                  | —                  | |                              |
| Dovregubben                                                                   | 2011  | —                  | —                  | —                  | —                  | —                  | —                  | —                  | —                  | —                  | —                  | —                  | —                  | |                              |
| Scorpion Move                                                                 | 2011  | —                  | —                  | —                  | —                  | —                  | —                  | —                  | —                  | —                  | —                  | —                  | —                  | |                              |
| Shave It                                                                      | 2011  | —                  | —                  | —                  | —                  | —                  | —                  | —                  | —                  | —                  | —                  | —                  | —                  | | Clarity                      |
| Stars Come Out (feat. Heather Bright)                                         | 2011  | —                  | —                  | —                  | —                  | —                  | —                  | —                  | —                  | —                  | —                  | —                  | —                  | |                              |
| Slam the Door                                                                 | 2012  | —                  | —                  | —                  | —                  | —                  | —                  | —                  | —                  | —                  | —                  | —                  | —                  | |                              |
| Shotgun                                                                       | 2012  | —                  | —                  | —                  | —                  | —                  | —                  | —                  | —                  | —                  | —                  | —                  | —                  | |                              |
| Human (avec Nicky Romero)                                                     | 2012  | —                  | —                  | —                  | —                  | —                  | —                  | —                  | —                  | —                  | —                  | —                  | —                  | | Clarity                      |
| Spectrum (feat. Matthew Koma)                                                 | 2012  | 80                 | —                  | 30                 | —                  | —                  | —                  | —                  | —                  | —                  | —                  | —                  | —                  | - AUS: Platine                                                                                        | Clarity                      |
| Clarity (feat. Foxes)                                                         | 2013  | —                  | 13                 | —                  | 38                 | —                  | 17                 | 8                  | —                  | 83                 | 81                 | 37                 | —                  | - AUS: 2 × Platine - CAN: Platine - É-U: 3 × Platine - N-Z: Or                                        | Clarity                      |
| Stay The Night (avec Hayley Williams)                                         | 2013  | 15                 | 11                 | 12                 | —                  | —                  | 40                 | 22                 | —                  | —                  | 85                 | —                  | 56                 | - AUS: Platine - É-U: 2 × Platine - SUE: Platine                                                      | Clarity                      |
| Push Play (feat. Miriam Bryant)                                               | 2013  | —                  | —                  | —                  | —                  | —                  | —                  | —                  | —                  | —                  | —                  | —                  | —                  | | Clarity                      |
| Find You (feat. Matthew Koma & Miriam Bryant)                                 | 2014  | —                  | 68                 | —                  | —                  | —                  | —                  | —                  | —                  | —                  | —                  | —                  | —                  | | Divergente (Bande originale) |
| I Want You To Know (feat. Selena Gomez)                                       | 2015  | 39                 | 22                 | 36                 | 40                 | —                  | 19                 | 17                 | 61                 | 23                 | 34                 | 14                 | 48                 | - AUS: Or - É-U: Platine - SUE: Platine                                                               | True Colors                  |
| Beautiful Now (feat. Jon Bellion)                                             | 2015  | —                  | —                  | —                  | —                  | —                  | 61                 | 64                 | 190                | —                  | 91                 | —                  | —                  | - É-U: Platine                                                                                        | True Colors                  |
| Bumble Bee (avec Botnek)                                                      | 2015  | —                  | —                  | —                  | —                  | —                  | —                  | —                  | —                  | —                  | —                  | —                  | —                  | | True Colors                  |
| Papercut (feat. Troye Sivan)                                                  | 2015  | —                  | 93                 | —                  | —                  | —                  | —                  | —                  | —                  | —                  | —                  | —                  | —                  | | True Colors                  |
| Candyman (avec Aloe Blacc)                                                    | 2016  | —                  | —                  | —                  | —                  | —                  | —                  | —                  | —                  | —                  | —                  | —                  | —                  | | Stay +                       |
| True Colors (seul ou avec Kesha)                                              | 2016  | —                  | 76                 | —                  | —                  | —                  | 66                 | 74                 | 191                | 81                 | —                  | 78                 | —                  | | True Colors                  |
| Adrenaline (avec Grey)                                                        | 2016  | —                  | —                  | —                  | —                  | —                  | —                  | —                  | —                  | —                  | —                  | —                  | —                  | | Stay +                       |
| Ignite (2016 League of Legends World Championship)                            | 2016  | —                  | —                  | —                  | —                  | —                  | —                  | —                  | —                  | —                  | —                  | —                  | —                  | | Stay +                       |
| Stay (avec Alessia Cara)                                                      | 2017  | 13                 | 3                  | 6                  | 21                 | 26                 | 9                  | 7                  | 38                 | 8                  | 11                 | 8                  | 16                 | - ALL: Or - AUS: 3 × Platine - É-U: 2 × Platine - N-Z: Or - R-U: Platine - SUE: 2 × Platine           | Stay +                       |
| Get Low (avec Liam Payne)                                                     | 2017  | 75                 | 39                 | 54                 | —                  | —                  | 50                 | 91                 | 180                | 37                 | 81                 | 26                 | 54                 | - CAN: Or - É-U: Or - R-U: Argent                                                                     | Stay +                       |
| The Middle (avec Maren Morris & Grey)                                         | 2018  | 15                 | 7                  | 12                 | 8                  | 20                 | 6                  | 5                  | 68                 | 7                  | 7                  | 7                  | 27                 | - ALL: Or - AUS: 3 × Platine - CAN: 3 × Platine - É-U: 3 × Platine - N-Z: Platine - R-U: Or - SUE: Or |                              |
| Happy Now (avec Elley Duhé)                                                   | 2018  | 64                 | 27                 | 64                 | 33                 | —                  | 53                 | 90                 | 163                | 24                 | 42                 | 45                 | 73                 | - É-U: Or                                                                                             |                              |
| 365 (avec Katy Perry)                                                         | 2019  | 72                 | 38                 | 70                 | —                  | —                  | 52                 | 86                 | 32                 | 33                 | 73                 | 37                 | 59                 | - CAN: Or                                                                                             |                              |
| Good Thing (avec Kehlani)                                                     | 2019  | —                  | 58                 | —                  | —                  | —                  | 91                 | —                  | —                  | 61                 | —                  | 92                 | —                  | |                              |
| Funny (avec Jasmine Thompson)                                                 | 2020  | —                  | —                  | —                  | —                  | —                  | —                  | —                  | —                  | —                  | —                  | —                  | —                  | |                              |
| Inside Out (avec Griff)                                                       | 2020  | —                  | —                  | —                  | —                  | —                  | —                  | —                  | —                  | —                  | —                  | —                  | —                  | |                              |
| Dagger (avec 7 YO)                                                            | 2021  | —                  | —                  | —                  | —                  | —                  | —                  | —                  | —                  | —                  | —                  | —                  | —                  | |                              |
| Die For You (avec "Valorant" & Grabbitz)                                      | 2021  | —                  | —                  | —                  | —                  | —                  | —                  | —                  | —                  | —                  | —                  | —                  | —                  | |                              |
| You've Got to Let Go If You Want to Be Free (avec Disclosure)                 | 2022  | —                  | —                  | —                  | —                  | —                  | —                  | —                  | —                  | —                  | —                  | —                  | —                  | |                              |
| Follow (avec Martin Garrix)                                                   | 2022  | —                  | —                  | —                  | —                  | —                  | —                  | —                  | —                  | —                  | —                  | —                  | —                  | |                              |
| Make You Say (avec Maren Morris & Beauz)                                      | 2022  | —                  | —                  | —                  | —                  | —                  | —                  | —                  | —                  | —                  | —                  | —                  | —                  | |                              |
| « — » signifie que le single n'est pas classé ou n'est pas sorti dans ce pays |       |                    |                    |                    |                    |                    |                    |                    |                    |                    |                    |                    |                    | |                              |

### Artiste en featuring
| Nom                                                                           | Année | Meilleure position | Meilleure position | Meilleure position | Meilleure position | Meilleure position | Meilleure position | Meilleure position | Meilleure position | Meilleure position | Meilleure position | Meilleure position | Meilleure position | Certifications | Album         |
| Nom                                                                           | Année | ALL                | AUS                | AUT                | BEL (FL)           | BEL (WAL)          | CAN                | É-U                | FRA                | IRL                | P-B                | R-U                | SUI                | Certifications | Album         |
| ----------------------------------------------------------------------------- | ----- | ------------------ | ------------------ | ------------------ | ------------------ | ------------------ | ------------------ | ------------------ | ------------------ | ------------------ | ------------------ | ------------------ | ------------------ | --- | ------------- |
| Break Free (Ariana Grande feat. Zedd)                                         | 2014  | 12                 | 3                  | 5                  | 17                 | 17                 | 5                  | 4                  | 27                 | 9                  | 6                  | 16                 | 15                 | - ALL: Or - AUS: 2 × Platine - CAN: 2 × Platine - É-U: 3 × Platine - JPN: Platine - N-Z: Or - R-U: Or - SUE: 4 × Platine | My Everything |
| Starving (Hailee Steinfeld & Grey feat. Zedd)                                 | 2016  | 47                 | 5                  | 31                 | 20                 | 43                 | 9                  | 12                 | —                  | 8                  | 11                 | 5                  | 45                 | - ALL: Or - AUS: 2 × Platine - CAN: 4 × Platine - É-U: 3 × Platine - N-Z: Or - R-U: 4 × Platine - SUE: Platine           | Haiz          |
| « — » signifie que le single n'est pas classé ou n'est pas sorti dans ce pays |       |                    |                    |                    |                    |                    |                    |                    |                    |                    |                    |                    |                    | |               |

## Remixes
2010
- Arbre Blass - No Regrets (SL Curtiz & Zedd Remix)
- Armand Van Helden - Witch Doktor (Zedd Remix)
- B.o.B feat. Bruno Mars - Nothin' On You (Zedd Remix)
- David May feat. Max Urban - Facebook Love (Zedd Remix)
- Erick Decks - Nasty (Zedd Dub Remix /Zedd Vocal Remix)
- Fatboy Slim - Weapon of Choice (Zedd Remix)
- FLX - I Feel Untouched (Zedd's Bigroom Remix)
- Frowin Von Boyen - Speedy P (Zedd remix)
- Lucky Date - Ho's & Disco's (Zedd Remix)
- Wolfgang Gartner - Latin Fever (Zedd Remix)
- Dan Thomas feat. MAB - This Year (Zedd Remix)
- Moussa Clarke - Love Key 2010 (Zedd Remix)
- Periphery - Icarus Lives! (Zedd Remix)
- Skrillex - Scary Monsters and Nice Sprites (Zedd Remix)
- Skrillex feat. Sirah - Weekends!!! (Zedd Remix)
- Radio Jack & SL Curtiz - Kid Yourself (Zedd Remix)
- The Black Eyed Peas - The Time (Dirty Bit) (Zedd Remix)

2011
- Diddy - Dirty Money feat. Swizz Beatz - Ass On The Floor (Zedd Remix)
- Lady Gaga - Marry the Night (Zedd Remix)
- Lady Gaga - Born This Way (Zedd Remix)
- aUtOdiDakT & Toni Tress - Original Style (Zedd Remix)

2012
- Skrillex & The Doors - Breakn' a Sweat (Zedd Remix)
- Swedish House Mafia feat. John Martin - Save the World (Zedd Remix)

2013
- Zedd feat. Foxes - Clarity (Zedd Union Remix)
- Empire of the Sun - Alive (Zedd Remix)

2014
- Zedd feat. Hayley Williams - Stay The Night (Zedd & Kevin Drew Remix)
- Magic! - Rude (Zedd Remix)

2016
- DJ Snake feat. Justin Bieber - Let Me Love You (Zedd Remix)

2018
- Shawn Mendes - Lost in Japan (Zedd Remix)

2019
- Zedd & Katy Perry - 365 (Zedd Remix)

2021
- "Valorant" & Grabbitz - Die For You (Zedd Remix)

2023
- John Summit & Hayla - Where You Are (Zedd Remix)

## Clips vidéo
| Année | Nom                                           | Réalisateur                  | Date de sortie    | Label              |
| ----- | --------------------------------------------- | ---------------------------- | ----------------- | ------------------ |
| 2011  | Shave It                                      | Sean Stiegemeier             | 1er novembre 2011 | OWSLA              |
| 2012  | Slam the Door                                 | Justin Nizer                 | 12 janvier 2012   | OWSLA              |
| 2012  | Spectrum (feat. Matthew Koma)                 | Petro                        | 15 août 2012      | Interscope Records |
| 2012  | Stache                                        | Roboto                       | 2 octobre 2012    | Interscope Records |
| 2013  | Clarity (feat. Foxes)                         | Jodeb                        | 11 janvier 2013   | Interscope Records |
| 2013  | Stay The Night (feat. Hayley Williams)        | Daniel Cloud Campos          | 23 septembre 2013 | Interscope Records |
| 2014  | Find You (feat. Matthew Koma & Miriam Bryant) | Jodeb                        | 16 mars 2014      | Interscope Records |
| 2014  | Break Free (Ariana Grande feat. Zedd)         | Chris Marrs Piliero          | 13 août 2014      | Interscope Records |
| 2015  | I Want You To Know (feat. Selena Gomez)       | Brent Bonacorso              | 10 mars 2015      | Interscope Records |
| 2015  | Beautiful Now (feat. Jon Bellion)             | Jodeb                        | 11 juin 2015      | Interscope Records |
| 2016  | Starving (Hailee Steinfeld & Grey feat. Zedd) | Darren Craig                 | 27 septembre 2016 | Interscope Records |
| 2017  | Stay (avec Alessia Cara)                      | Tim Mattia                   | 18 avril 2017     | Interscope Records |
| 2017  | Get Low (avec Liam Payne)                     | Kevin Bressler               | 19 septembre 2017 | Interscope Records |
| 2018  | The Middle (avec Maren Morris & Grey)         | Dave Meyers                  | 29 janvier 2018   | Interscope Records |
| 2018  | Happy Now (avec Elley Duhé)                   | Chris Lowery & Dillon O'Neal | 23 août 2018      | Interscope Records |
| 2019  | 365 (avec Katy Perry)                         | Warren Fu                    | 14 février 2019   | Interscope Records |
| 2019  | Good Thing (avec Kehlani)                     | Warren Fu                    | 3 octobre 2019    | Interscope Records |